# 淡水郡

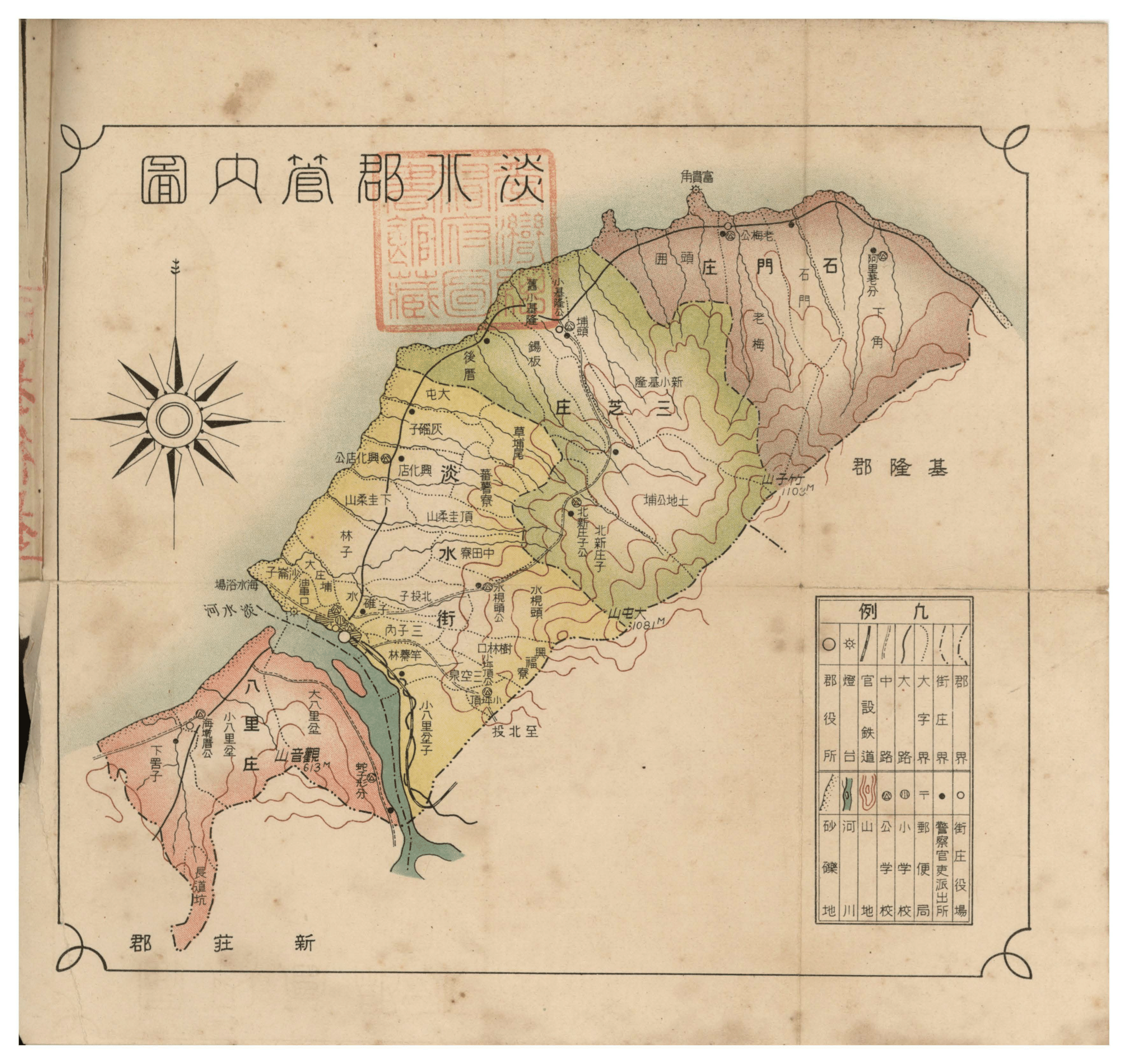
淡水郡の地図（1930年）

淡水郡（たんすいぐん）は日本統治時代の台湾に存在した行政区画の一つであり、台北州に属した。

## 概要
名はこの地の中心地である淡水街に由来する。淡水郡は郡役所が設置された淡水街以外に八里庄、三芝庄、石門庄、現在の新北市淡水区、八里区、三芝区、石門区等の地域を管轄していた。

## 歴代首長

### 郡守
- 藤代三九三[1]
- 鈴木秀夫[2]：1924年[3] -
- 山本正一[4]
- 荒木藤吉[5]
- 西村徳一[6]
- 鈴樹忠信[7]：1931年5月[3] -
- 田中国一[8]
- 星野力[9]
- 久武猛彦[10]
- 久保庄太夫[11]
- 坂井要次郎[12]
- 河村尚平[13]
- 高野義武[14]